# Florian Sittsam
Florian Sittsam (Deutschlandsberg, 14 dicembre 1994) è un calciatore austriaco, centrocampista del Kremser SC.

## Caratteristiche tecniche
È un mediano.

## Carriera

### Club
Ha esordito in Bundesliga austriaca il 29 luglio 2017 disputando con il Mattersburg l'incontro vinto 1-0 contro il Wolfsberger.

### Nazionale
Ha giocato nelle nazionali giovanili austriache Under-19 ed Under-21.